# Callistege illuminata
Callistege illuminata är en fjärilsart som beskrevs av W. Warren 1913. Callistege illuminata ingår i släktet Callistege och familjen nattflyn. Inga underarter finns listade i Catalogue of Life.